# 제72회 베네치아 국제 영화제

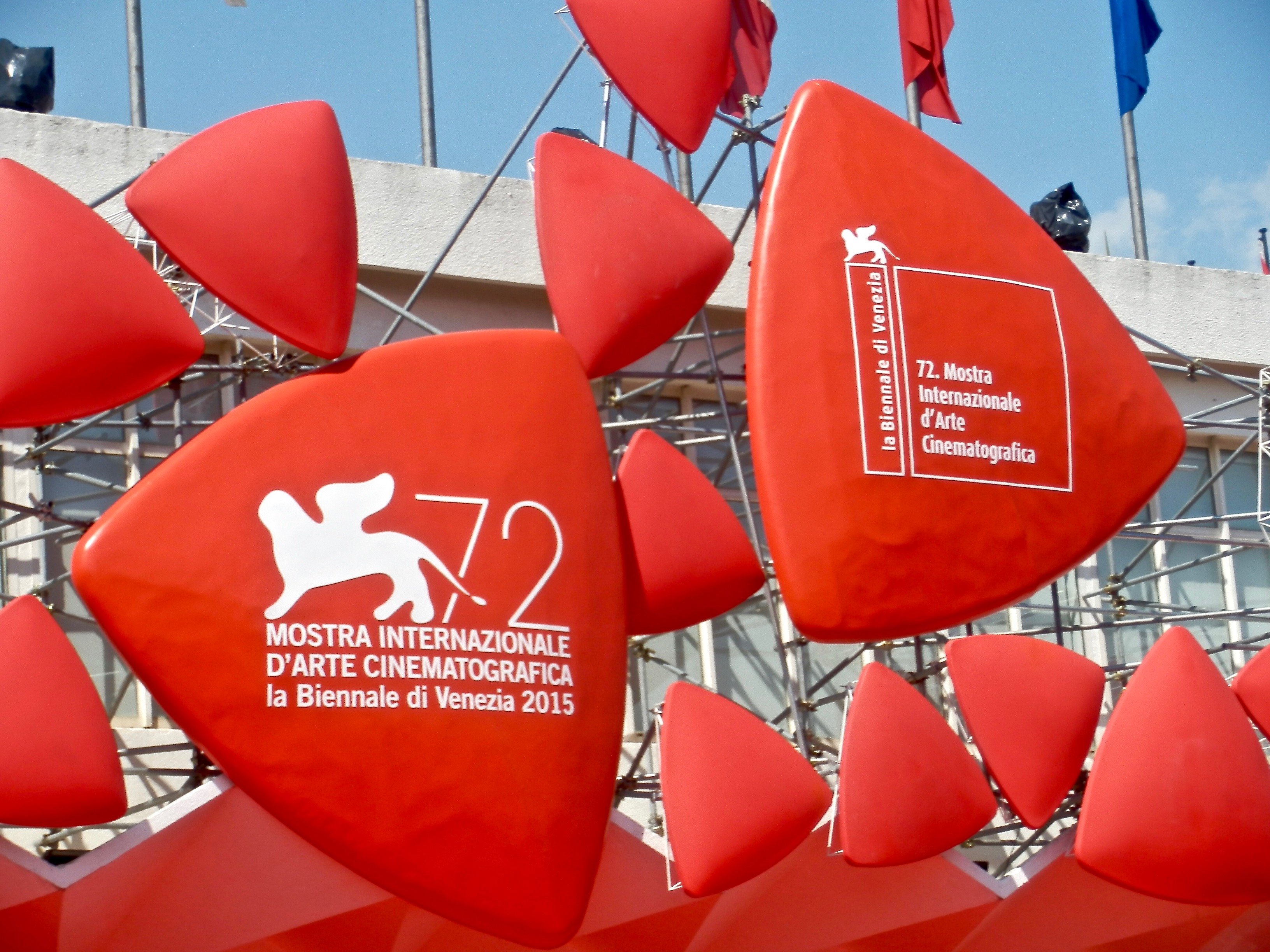

제72회 베네치아 국제 영화제는 2015년 9월 2일에 열린 시상식이다. 2015년 9월 2일부터 12일까지 개최되었다. 알폰소 쿠아론이 본 경쟁 부문 심사위원장을 맡았다. 페데리코 펠리니의 영화 아마코드의 복원 버전이 페스티벌에서 상영되었다. 로렌조 비가스의 베네수엘라 영화 먼 곳으로부터가 황금사자상을 수상했다.
에베레스트 (2015년 영화)가 영화제 개막작으로 선정됐고, 관후의 드라마 영화 '노포아(Mr. Six)'가 폐막작으로 선정됐다. 배우이자 감독인 엘리사 세드나위가 페스티벌의 개회식과 폐막식을 주최했다.
페스티벌 포스터의 앞에는 빔 벤더스(Wim Wenders)의 <멀고도 가까운 (1993년 영화)>를 연상시키는 나스타샤 킨스키(Nastassja Kinski)가 등장했고, 배경에는 프랑수아 트뤼포(François Truffaut)의 1959년 드라마 영화 <400번의 구타>에서 장피에르 레오(Jean-Pierre Léaud)가 연기한 앙투안 두이넬(Antoine Doinel)의 캐릭터가 등장했다. 이는 제71회 베니스국제영화제 포스터에도 등장했다.
이 페스티벌에서는 브라이언 드 팔마에게 Glory to the Filmmaker 상을 수여했으며 노아 바움백와 제이크 팰트로의 드 팔마라는 다큐멘터리 영화도 페스티벌에서 상영되었다. 조너선 데미는 Horizons(Oizzonti) 부문 심사위원단의 회장이기도 한 Persol Tribute to Visionary Talent상을 수상했다.

## 수상 및 후보

### 황금사자상
- 프롬 어파 - 로렌조 비가스 수상

### 은사자상-감독상
- 더 클랜 - 파블로 트라페로 수상

### 심사위원대상
- 아노말리사 - 찰리 카우프만 수상

### 볼피컵 여우주연상
- 포 유어 러브 - 발레리아 골리노 수상

### 볼피컵 남우주연상
- 더 스토트 - 파브리스 루치니 수상

### 심사위원특별상
- 프렌지 - 예민 엘퍼 수상

### 명예 황금사자상
- 베르트랑 타베르니에 수상

### 예거 르쿨투르 감독상
- 브라이언 드 팔마 수상

### 각본상
- 더 스토트 - 크리스티앙 벵상 수상

### 마르첼로 마스트로얀니 상
- 비스트 오브 노 네이션 - 아브라함 아타 수상

### 미래의 사자상
- 더 차일드후드 오브 어 리더 - 브래디 코베 수상

### 오리종티 상-작품상
- 프리 인 디드 - 제이크 마하피 수상

### 오리종티 상-단편
- 벨라돈나 - 두브라브카 투리치 수상

### 오리종티 상-심사위원특별상
- 네온 불 - 가브리엘 마스카로 수상

### 오리종티 상-감독상
- 더 차일드후드 오브 어 리더 - 브래디 코베 수상

### 오리종티 상-특별 연기자상
- 폭풍우 - 도미니크 르본 수상

### 오리종티 상-유럽단편상
- E.T.E.R.N.I.T. - 조반니 알로이 수상
- 프랑코포니아 - 알렉산더 소쿠로프 수상

### 로레알 파리 영화 상
발렌티나 코르티 수상

### PERSOL 상
조나단 드미 수상

### 베니스 클래식 상 - 다큐멘터리
- 더 1000 아이즈 오브 닥터 매딘 - 이브 몽마외르 수상

### 베니스 클래식 상 - RESTORED
- 살로 소돔의 120일 - 피에르 파올로 파졸리니 수상

### 경쟁부문
- 하트 오브 어 도그 - 로리 앤더슨
- 블러드 오브 마이 블러드 - 마르코 벨로치오
- 루킹 포 그레이스 - 수 브룩스
- 이퀄스 - 드레이크 도리머스
- 리멤버: 기억의 살인자 - 아톰 에고이안
- 마거리트 - 자비에 지아놀리
- 라빈, 더 라스트 데이 - 아모스 기타이
- 어 비거 스플래시 - 루카 구아다그니노
- 엔드리스 리버 - 올리버 헤르마누스
- 대니쉬 걸 - 톰 후퍼
- 비혜마수 - 자오량
- 더 웨이트 - 피에로 메시나
- 11 미니츠 - 제르지 스콜리모우스키
- 프랑코포니아 - 알렉산더 소쿠로프

### 비경쟁부문
- 윈터 온 파이어 - 이브게니 아피네예브스키
- 고 위드 미 - 다니엘 알프레드손
- 휴먼 - 얀 아르튀스-베르트랑
- 드 팔마 - 노아 바움백 외 1명
- 재니스: 리틀 걸 블루 - 에이미 버그
- 논 에세레 카티보 - 클라우디오 칼리가리
- 블랙 메스 - 스콧 쿠퍼
- 리버 메모리스 - 지안루카 데 세리오 외 1명
- 노포아 - 관호
- 에베레스트 - 발타자르 코루마쿠르
- 더 이벤트 - 세르히 로즈니차
- 아이 돈트 노우 멘 프롬 디스 시티 - 프랑코 마레스코
- 스포트라이트 - 토마스 맥카시
- 애프터눈 - 차이밍량
- 레세르치토 피우 피콜로 델 몬도 - 지안프랑코 파논
- 블리크 스트리트 - 아르투로 립스타인
- 디 오디션 - 마틴 스코세이지
- 라이프 앤 낫씽 벗 - 베르트랑 타베르니에
- 인 잭슨 하이츠 - 프레더릭 와이즈먼

### 오리종티 경쟁부문
- 뉴 아이즈 - 히워트 아드마수
- 마담 커리지 - 메르작 알루아슈
- 내 마음의 복제 - 조코 안와르
- 온 셀프 디펜스 - 마리아나 아리아가
- 폭력 그룹 - 카림 부커챠
- 풀밭 위의 양 - 알베르토 카빌리아
- 이탈리안 갱스터 - 레나토 드 마리아
- 잇 심스 투 행 온 - 케빈 제롬 에버슨
- 웬즈데이, 메이 9 - 바히드 잘릴반드
- 몽키 - 지에 센
- 마운틴 - 야엘 카얌
- 어 워 - 토비아스 린드홈
- 인테러게이션 - 베트리 마란
- 맨 다운 - 디토 몬티엘
- 와이 해스트 다우 포세이큰 미 - 하다르 모라그
- 타란툴라 - 알리 무리티바 외 1명
- 55 파스티야스 - 세바스티안 무로
- 세이드 - 엘누라 오스모나리에바
- 타를로 - 페마 체덴
- 샹 데 포시블 - 크리스티나 피치
- 어 몬스터 위드 어 싸우전드 헤즈 - 로드리고 플라
- 킬 미 플리즈 - 애니타 호샤 다 실베이라
- 타지마할 - 니콜라스 사다
- 백야즈 - 살라틱 이반
- 디 영 맨 후 케임 프롬 더 치 리버 - 위차논 소문자른
- 제로 - 다비드 빅토리
- 오 갤로우 레이 - 줄리안 와이져
- 인터럽션 - 요르고스 조이스

### 베니스 클래식
- 어 플릭커링 트루스 - 피에트라 브렛켈리
- 투 슬립 위드 앵거 - 찰스 버넷
- 미남 세르쥬 - 끌로드 샤브롤
- Pyaasa - 구루 더트
- 알렉산드르 넵스키 - 세르게이 예이젠시테인
- 레이 오브 선샤인 - 팰 페조스
- 나는 기억한다 - 페데리코 펠리니
- 하들리 어 크리미널 - 휴고 프레고네스
- 화이트 샹크스 - 장 그레미용
- 희망 - 일마즈 귀니
- 헬무트 베르거, 액터 - 안드레아 호바스
- 펑꾸이에서 온 소년 - 허우 샤오시엔
- 더 파워 앤 더 글로리 - 윌리엄 K. 하워드
- 더 트라이얼 오브 비비엔 웨어 - 윌리엄 K. 하워드
- 알프레도 비니, 더 언익스펙티드 게스트 - 시모네 이솔라
- 포 더 러브 오브 어 맨 - 린쿠 칼시
- 붉은 수염 - 구로사와 아키라
- 늑대 여인 - 알베르토 라투아다
- 천국은 기다려준다 - 에른스트 루비치
- 자크 투르뇌 르 미디엄 - 알랭 마자르
- 레옹 모랭 신부 - 장 피에르 멜빌
- 우리는 대령을 원한다 - 마리오 모니첼리
- 미후네: 라스트 사무라이 - 스티븐 오카자키
- 천국으로 가는 계단 - 마이클 포웰 외 1명
- 아이 모스트리 - 디노 리시
- 비하인드 더 화이트 글래시스 - 발레리오 루이즈
- 베니스의 상인 - 오슨 웰즈
- 오델로 - 오슨 웰즈

### 비엔날레 컬리지 시네마
- 베이비 범프 - 쿠바 체카이
- 블랑카 - 하세이 코키
- 더 핏츠 - 안나 로즈 홀머

### 국제 비평가 주간
- 검은 닭 - 민 바하두르 브함
- 타나 - 마틴 버틀러 외 1명
- 라이트 이어즈 - 에스더 메이 캠벨
- 바뇰리 정글 - 안토니오 카푸아노
- 고아 - 피터 뮬란
- 마운틴 - 주앙 살라비자
- 지아: 더 패밀리 - 유서민
- 마더랜드 - 세넴 튀젠
- 바낫으로의 여정 - 아드리아노 발레리오
- 더 리턴 - 그린 젱

### 베니스 데이즈
- 밀라노 2015 - 크리스티아나 카포톤디 외 5명
- 일 파에세 도베 글리 알베리 볼라노 - 에우제니오 바르바 에 이 조르니 델오딘 - 다비데 바레티 외 1명
- 뱅랜드 - 로렌조 베르겔라
- 메모리 오브 워터 - 마티아스 비제
- 내가 눈을 뜨기도 전에 - 레일라 부지
- 메디터레이니아 - 조나스 카피그나노
- 신부 만세! - 아스카니오 셀레스티니
- 해리스 바 - 카로타 체르케티
- 클레즈머 - 피오트르 흐샨
- 레트리뷰션 - 다니 델 라 토레
- 롤로 - 줄리 델피
- 머스탱 - 데니즈 겜즈 에르구벤
- 이노센스 오브 메모리즈 - 그랜트 기
- 더 레슨 - 크리스티나 그로제바 외 1명
- 아리아나 - 카를로 라바냐
- 퍼스트 라이트 - 빈센조 마라
- 아일랜드 시티 - 루치카 오베로이
- 지하의 향기 - 펑페이
- 드 제스 - 알리체 로르와커
- 비바 잉그리드! - 알레산드로 로셀리니
- 얼리 윈터 - 마이클 로위
- 마 - 셀리아 로울슨-홀
- 아르헨티나 - 카를로스 사우라
- 드림즈 오브 더 솔트 레이크 - 안드리아 세그레
- 더 도터 - 사이몬 스톤
- 레 3 버튼 - 아녜스 바르다